# Ngozi
Ngozi je grad na sjeveru Burundija, sjedište istoimene provincije. Nalazi se 15 km južno od granice s Ruandom, na nadmorskoj visini od 1830 metara.
Prema popisu stanovništva iz 1990., Ngozi je imao 14.511 stanovnika.